# Bernardo Esquinca

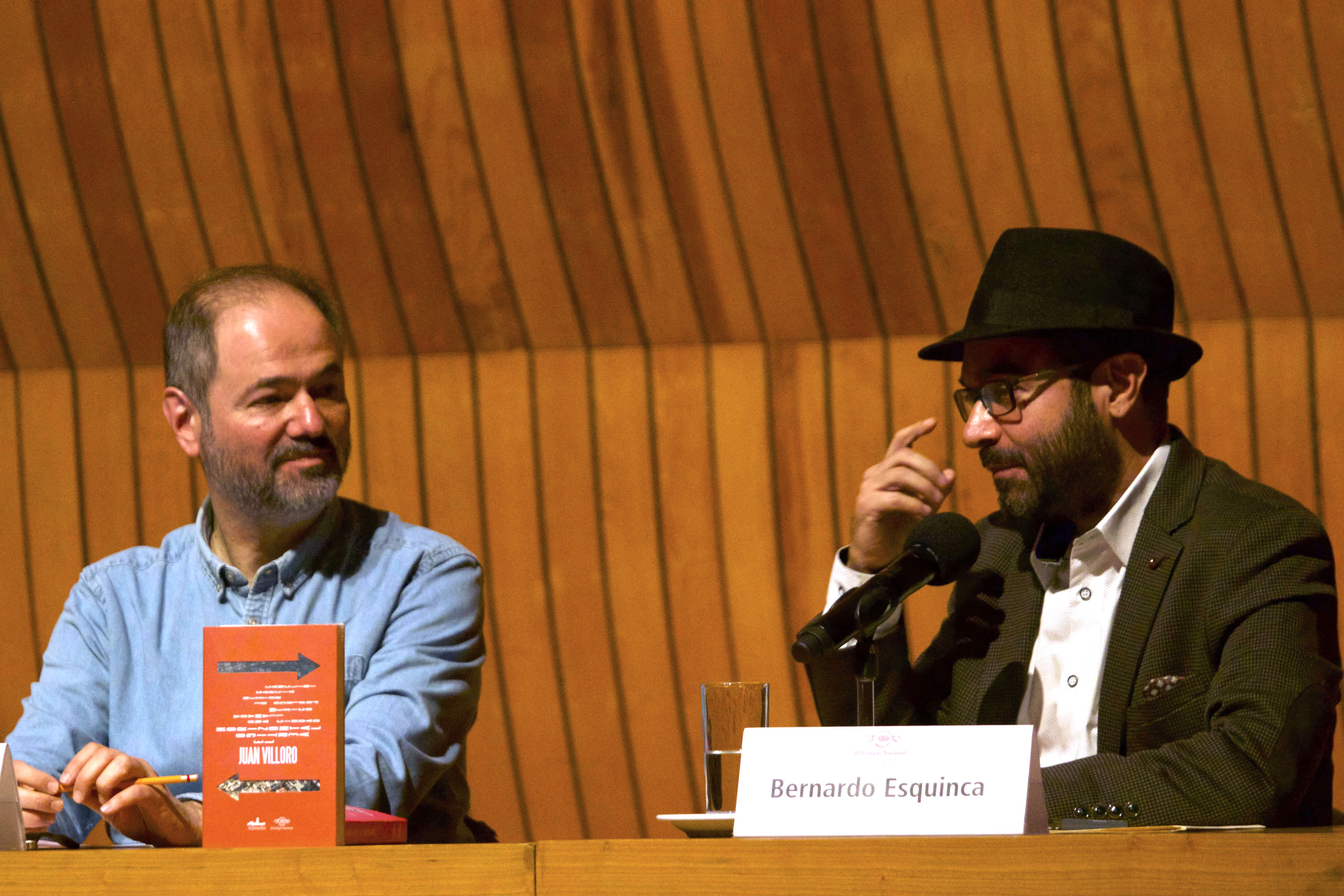
Bernardo Esquinca (derecha), durante la presentación de un libro de Juan Villoro, en 2018.

Bernardo Esquinca (Guadalajara, 1972) es un escritor mexicano inscrito en la temática de la llamada weird fiction o "ficción de lo extraño". Su obra mezcla los géneros policiaco, fantástico y de terror. 
Iván Farías afirmó que "Bernardo Esquinca es un temerario. En un país donde la literatura de terror es menospreciada por la crítica, él ha logrado ganarse a la crítica y al mismo tiempo tener un grueso grupo de seguidores fieles".
Por su parte, Vicente Francisco Torres opinó que "El conjunto de sus libros constituye una obra coherente porque sus temas y obsesiones reaparecen bajo una luz distinta siempre: Eros y Tánatos, los sueños, la nota roja, los insectos, la pareja amorosa, los manicomios, el mal, la ficción científica, los recursos del relato policial y de terror".

## Obra
Ha escrito novela, cuento y ensayo. Carretera perdida. Un paseo por las últimas fronteras de la civilización (Nitro-Press, 2001), es un libro de ensayos que en palabras de Sergio González Rodríguez resulta “un corte exacto de las obsesiones de su generación”. Bajo el sello del Fondo de Cultura Económica, publicó la novela Belleza Roja, elegida por el diario Reforma como la Mejor Primera Novela de 2005. En opinión de Rodrigo Fresán, “es una perversa historia de amor, un policial donde el detective es quien menos sabe o se atreve a saber”.
Su libro de cuentos Los niños de paja (Almadía, 2008) fue elegido por la SEP para ingresar al programa Libros del Rincón en 2009. Con motivo de la aparición de este volumen, Bernardo Fernández Bef escribió: “Esquinca es un raro entre los escritores de los setenta. Sus historias se adentran sin miedo en los agrestes terrenos de los subgéneros con bastante éxito”. 
La novela Los escritores invisibles (FCE, 2009) fue elegida por el diario Reforma entre los mejores libros del año de su publicación. Luis Jorge Boone consideró que “en un medio contaminado hasta el tope de falsos oropeles y sobrepoblado por egos descomunales, Los escritores invisibles agrega una inteligente nota satírica al autorretrato”. 
Saga Casasola
En 2011 publicó La octava plaga, que dio inicio a la saga del periodista de nota roja Casasola. Alejandro de la Garza opinó sobre ella que "parece conjugar en un solo cuerpo literario las obsesiones de Esquinca". Esta serie continuó en 2013 con la aparición de Toda la sangre, de la que Rodolfo JM escribió: "Es la confirmación de una saga que sigue las pautas de los mejores thrillers contemporáneos; pero también es la confirmación de un autor a la alza". Carne de ataúd (2016) que, en palabras de Roberto Pliego es "un llamado a la rebelión", conformó el tercer volumen, al que se agregó en 2017 Inframundo, y en 2022 Necropolitana.
En 2022 la plataforma de streaming Lionsgate + estrenó la serie Toda la sangre, basada en la novel homónima, con las actuaciones de Ana Brenda Contreras y Aarón Díaz.
Crossovers
El personaje Casasola aparece en novelas de otros escritores mexicanos: en Azul cobalto, de Bernardo Fernández Bef, y en Simpatía por el diablo, de F.G. Haghenbeck, en las que el periodista de nota roja hace breves participaciones relacionadas con temas sobrenaturales o escabrosos.￼
Premios
En 2017 Bernardo Esquinca obtuvo el Premio Nacional de Novela Negra por el libro Las increíbles aventuras del asombroso Edgar Allan Poe. Liliana Blum, parte del jurado, opinó que "Esquinca logra algo inusual en la narrativa actual mexicana: una historia fantástica protagonizada por un personaje histórico".
En 2021 fue nominado al prestigioso Shirley Jackson Award por su relato "Señor Ligotti", incluido en The Valancourt Book of World Horror Stories.

## Libros

### Novelas
- Belleza roja (FCE, 2005)
- Los escritores invisibles (FCE, 2009)
- La octava plaga (Zeta, 2011; Almadía 2017)
- Toda la sangre (Almadía, 2013)
- Carne de ataúd (Almadía, 2016)
- Inframundo (Almadía, 2017)
- Las increíbles aventuras del asombroso Edgar Allan Poe (Almadía, 2018)
- Asesina íntima (Almadía, 2021)
- Necropolitana (Almadía, 2022)
- La región crepuscular (Almadía, 2024)

### Cuentos
- Los niños de paja (Almadía, 2008)
- Demonia (Almadía, 2012)
- Mar negro (Almadía, 2014)
- El libro de los dioses (Almadía, 2020)

### Antologías
- Los búhos no son lo que parecen (Argonáutica, 2018)
- Adonde voy siempre es de noche (Almadía, 2023)
- The Secret Life of Insects (Valancourt Books, 2023)

### Ensayos
- Carretera perdida. Un paseo por las últimas fronteras de la civilización (Nitro-Press, 2001)

### Como antologador
- Ciudad fantasma. Relato fantástico de la Ciudad de México (XIX-XXI). En dos tomos, editada con Vicente Quirarte y publicada por Almadía en 2013. Reeditada en un solo volumen en 2017.